# Johan Axelsson (Bielke)
Johan Axelsson (Bielke), död 22 april 1576 i Skönberga församling, Östergötlands län, var en svensk riddare och riksråd, ståthållare över Östergötland.

## Biografi
Axelsson var son till Axel Eriksson (Bielke) och hans första hustru Anna Eriksdotter (Leijonhufvud). Han var riddare och blev 2 augusti 1569 riksråd. Axelsson blev 30 april 1574 ståthållare på Vadstena slottslän och över Östergötlands län, fullmakt 24 juli samma år. Han avled 1576 på Liljestad i Skönberga församling och begravdes i Skönberga kyrka.
Axelsson ägde gårdarna Häradssäter i Värna socken, Rävelsta i Altuna socken och Liljestad i Skönberga socken.

### Familj
Axelsson var gift med Margareta Posse (1548–1575). Hon var dotter till riksrådet Axel Posse (1477–1553) och Anna Axelsdotter Vinstorpaätten. De fick tillsammans barnen Gunder Bielke (född 1562), lagmannen Axel Bielke i Östergötland, drottning Gunilla Bielke som var gift med kung Johan III, Elsa Johansdotter (1569–1622) som var gift med riksrådet Claes Bielke, Brita Johansdotter (1570–1599) som var gift med greven Sten Gustavsson (Tre Rosor), Erik Bielke, Nils Bielke och Ebba Johansdotter.